# 纤裂马先蒿
纤裂马先蒿（学名：Pedicularis tenuisecta）为列当科马先蒿属的植物，是中国的特有植物。分布在中国大陆的四川、贵州、云南等地，生长于海拔1,500米至3,660米的地区，多生长于草原与松柏林的林缘，目前尚未由人工引种栽培。

## 异名
- Pedicularis tenuisecta Franch. ex Maxim. f. albiflora Bonati